# Sheila Haxhiraj
Sheila Haxhiraj, eller enbart Sheila, född 20 november 1993 i Tirana, är en albansk sångerska. 2012 blev hon den första vinnaren av X Factor Albania med Juliana Pasha som coach.
Haxhiraj föddes i Albaniens huvudstad Tirana. 2012 ställde hon upp i talangjakten X Factor Albania på TV Klan som hade sin första säsong. Efter segern tecknade hon kontrakt med producenterna Berman Brothers. 
2013 släppte Haxhiraj sin första musikvideo som hon gjorde till låten "Veç fillimi". Samma år debuterade hon i Kënga Magjike med låten "Të ndiej" som hon själv både skrivit och komponerat.

## Diskografi

### Singlar
- 2013 – "Veç fillimi"
- 2013 – "Superfiksim"
- 2013 – "Të ndiej"